# Warner (Wisconsin)
Warner – miasto w Stanach Zjednoczonych, w stanie Wisconsin, w hrabstwie Clark.